# Qazax (distriktshuvudort i Azerbajdzjan)
Qazax (ryska: Газах) är en distriktshuvudort i Azerbajdzjan.   Den ligger i distriktet Qazach, i den västra delen av landet, 400 km väster om huvudstaden Baku. Qazax ligger 378 meter över havet och antalet invånare är 18 903.
Terrängen runt Qazax är platt norrut, men söderut är den kuperad. Qazax är det största samhället i trakten.
Trakten runt Qazax består till största delen av jordbruksmark. Runt Qazax är det ganska tätbefolkat, med 72 invånare per kvadratkilometer.